# Yas Marina Circuit
Yas Marina Circuit (arabisch حلبة مرسى ياس, DMG Ḥalbat Marsā Yās; teilweise auch Yas Island Circuit genannt) ist eine im Oktober 2009 fertiggestellte permanente Motorsport-Rennstrecke auf der Yas-Insel in Abu Dhabi (Vereinigte Arabische Emirate). Das erste Rennen dort war der Große Preis von Abu Dhabi, das letzte Rennen der Formel-1-Saison 2009, am 1. November 2009. Auch in den Jahren 2010 und von 2014 bis 2023 bildete dieses Rennen den Abschluss des Formel-1-Kalenders.

## Geschichte

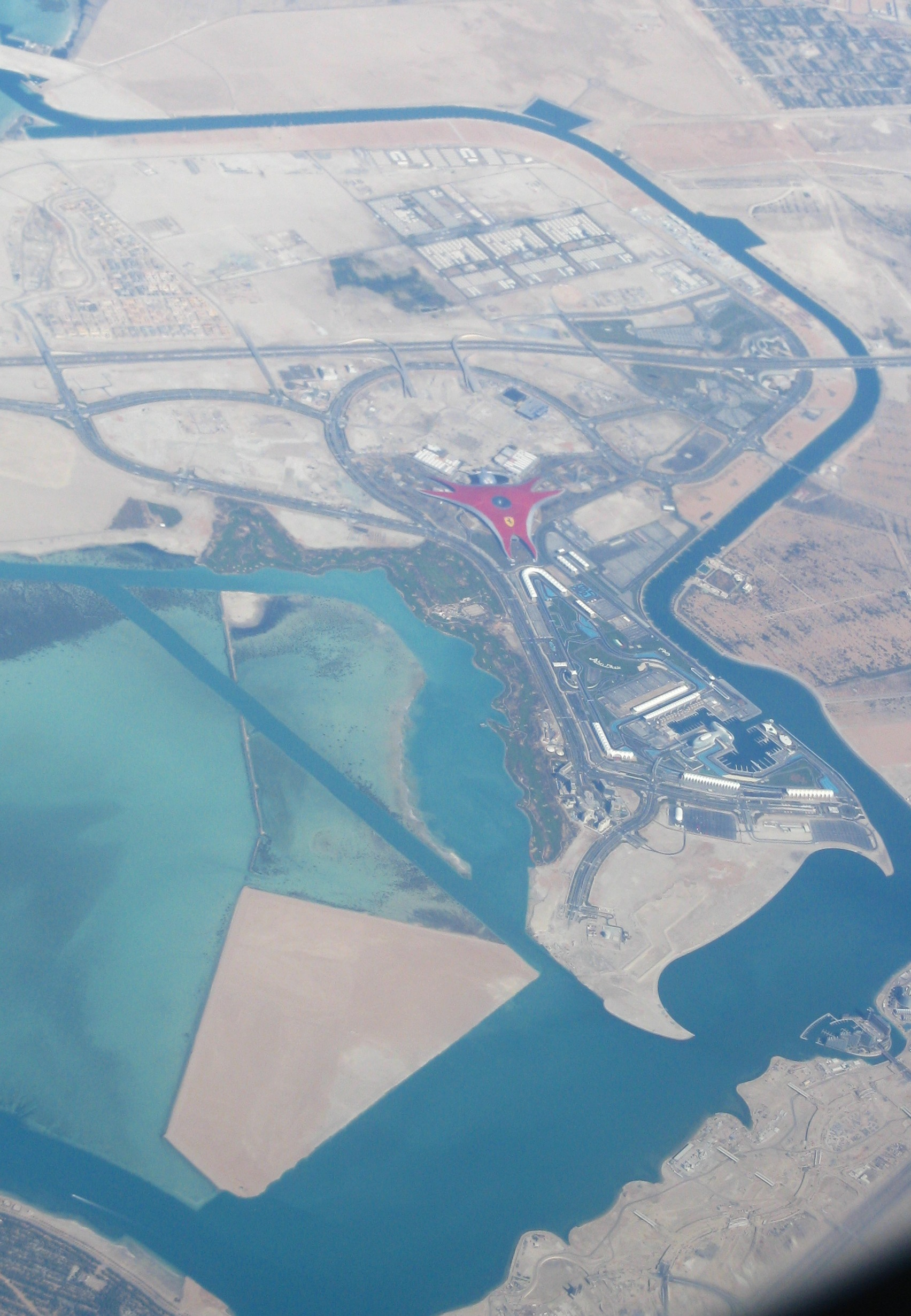
Rennstrecken und Ferrari World

Streckenlayout vor dem Umbau 2021

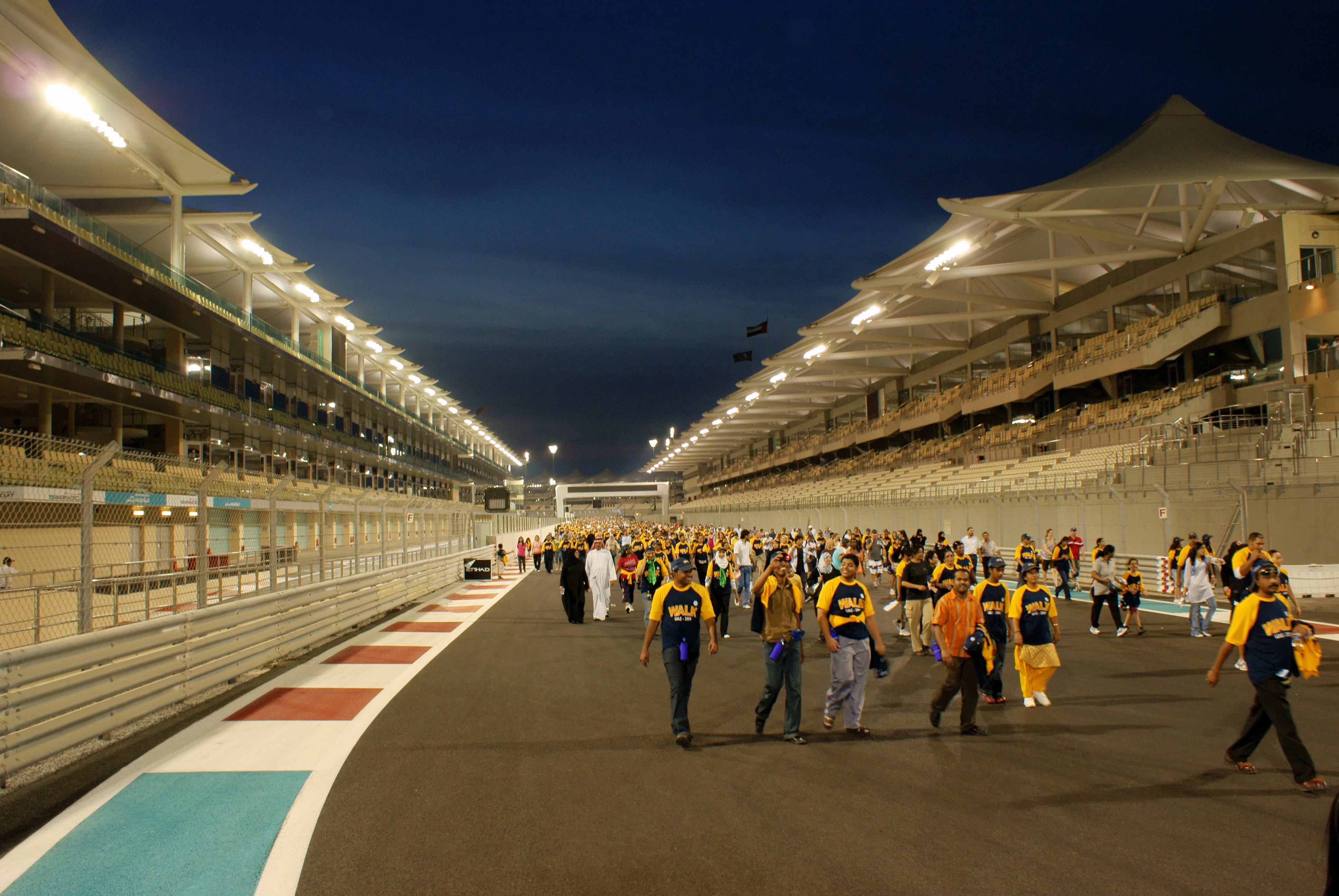
„Walkathon“ im November 2009 am Yas Marina Circuit

Die vom deutschen Rennstrecken-Designer und Bauingenieur Hermann Tilke entworfene Rennstrecke war ursprünglich als temporärer Kurs geplant und ist 5,281 km lang. Sie hat sieben Rechts- sowie neun Linkskurven und wird entgegen dem Uhrzeigersinn befahren. Der absolute Rundenrekord liegt bei 1:34,794, gefahren von Lewis Hamilton als Pole-Zeit im Qualifying 2018. Die Formel-1-Renndistanz von 58 Runden entspricht einer Strecke von 306,183 km. Die projektierte Höchstgeschwindigkeit der Strecke wird für die Formel 1 mit 320 km/h, die Durchschnittsgeschwindigkeit mit 198 km/h angegeben. Der Kurs kann für andere Motorsport-Veranstaltungen in zwei getrennte, unabhängige Streckenführungen von 3,15 und 2,36 km geteilt werden. Insgesamt sollen 41.000 Tribünensitzplätze angeboten werden.
Der erste Formel-1-Grand-Prix von Abu Dhabi bot auch ein Novum: zum ersten Mal findet ein Rennen während der Dämmerung statt, womit der Start bei Tageslicht erfolgt und bis Rennende die Nacht eintritt. Ebenfalls einzigartig ist, dass ein Teil der Boxenausfahrt unterhalb der Rennstrecke verläuft und sich von unten aufsteigend in den Hauptkurs einfädelt. Diese ungewöhnliche Bauart wurde gewählt, damit die aus der Box ausfahrenden Wagen sich außerhalb der Ideallinie einordnen können und so die Sicherheit erhöht wird.
Die Strecke verfügt ausschließlich über asphaltierte Auslaufzonen mit einer Gesamtfläche von 59.100 m². Kiesbetten, wie sie früher üblich waren, gibt es nicht. Auch die vielerorts üblichen Reifenstapel als Anpralldämpfer wurden auf dieser Strecke durch neuartige, luftgefüllte Kunststoffbarrieren ersetzt. Ein weiteres Novum ist eine Auslaufzone, die unter der Zuschauertribüne verläuft. Fahrzeuge, die aufgrund von Fahrfehlern, technischem Versagen oder überhöhter Geschwindigkeit diesen Notausgang befahren müssen, „tauchen“ also unter den dort sitzenden Zuschauern hindurch, was für diese ein intensiveres Erlebnis des Rennsports bieten soll. Die längste Gerade aller Grand-Prix-Strecken 2014 befindet sich auf diesem Kurs zwischen den Kurven 7 und 8 und misst 1,2 Kilometer.
Einen erhöhten Schwierigkeitsfaktor für die Motorsportpiloten stellen einige sogenannte „hängende Kurven“ dar, deren Streckengefälle vom Kurvenscheitelpunkt weg zeigt, was die auf die Fahrer und Fahrzeuge wirkende Querbeschleunigung erhöht. Üblicherweise werden Rennstreckenkurven mit Querneigung ähnlich einer Steilkurve errichtet, was höhere Kurvengeschwindigkeiten ermöglicht, da die Kurvenüberhöhung den Fliehkräften entgegenwirkt. Eröffnet wurde die Gesamtanlage am 23./24. Oktober 2009 mit Rennen der GP2-Serie.
Der Yas Marina Circuit ist baulich dominiert durch das direkt im Kurs liegende Yas-Hotel.
Ebenfalls an den Yas Marina Circuit grenzt die Ferrari World.

## Statistik
| Nr. | Jahr | Fahrer           | Konstrukteur | Motor    | Reifen | Zeit          | Streckenlänge | Runden | Ø-Tempo      | Datum        | GP von    |
| --- | ---- | ---------------- | ------------ | -------- | ------ | ------------- | ------------- | ------ | ------------ | ------------ | --------- |
| 1   | 2009 | Sebastian Vettel | Red Bull     | Renault  | B      | 1:34:03,414 h | 5,554 km      | 55     | 194,863 km/h | 1. November  | Abu Dhabi |
| 2   | 2010 | Sebastian Vettel | Red Bull     | Renault  | B      | 1:39:36,837 h | 5,554 km      | 55     | 183,923 km/h | 14. November | Abu Dhabi |
| 3   | 2011 | Lewis Hamilton   | McLaren      | Mercedes | P      | 1:37:11,886 h | 5,554 km      | 55     | 188,494 km/h | 13. November | Abu Dhabi |
| 4   | 2012 | Kimi Räikkönen   | Lotus        | Renault  | P      | 1:45:58,667 h | 5,554 km      | 55     | 172,878 km/h | 4. November  | Abu Dhabi |
| 5   | 2013 | Sebastian Vettel | Red Bull     | Renault  | P      | 1:38:06,106 h | 5,554 km      | 55     | 186,758 km/h | 3. November  | Abu Dhabi |
| 6   | 2014 | Lewis Hamilton   | Mercedes     | Mercedes | P      | 1:39:02,619 h | 5,554 km      | 55     | 184,982 km/h | 23. November | Abu Dhabi |
| 7   | 2015 | Nico Rosberg     | Mercedes     | Mercedes | P      | 1:38:30,175 h | 5,554 km      | 55     | 185,998 km/h | 29. November | Abu Dhabi |
| 8   | 2016 | Lewis Hamilton   | Mercedes     | Mercedes | P      | 1:38:04,013 h | 5,554 km      | 55     | 186,895 km/h | 27. November | Abu Dhabi |
| 9   | 2017 | Valtteri Bottas  | Mercedes     | Mercedes | P      | 1:34:14,062 h | 5,554 km      | 55     | 194,496 km/h | 26. November | Abu Dhabi |
| 10  | 2018 | Lewis Hamilton   | Mercedes     | Mercedes | P      | 1:39:40,382 h | 5,554 km      | 55     | 182,585 km/h | 25. November | Abu Dhabi |
| 11  | 2019 | Lewis Hamilton   | Mercedes     | Mercedes | P      | 1:34:05,715 h | 5,554 km      | 55     | 194,700 km/h | 1. Dezember  | Abu Dhabi |
| 12  | 2020 | Max Verstappen   | Red Bull     | Honda    | P      | 1:36:28,645 h | 5,554 km      | 55     | 189,902 km/h | 13. Dezember | Abu Dhabi |
| 13  | 2021 | Max Verstappen   | Red Bull     | Honda    | P      | 1:30:17,345 h | 5,279 km      | 58     | 203,468 km/h | 12. Dezember | Abu Dhabi |
| 14  | 2022 | Max Verstappen   | Red Bull     | RBPT     | P      | 1:27:45,914 h | 5,279 km      | 58     | 209,320 km/h | 20. November | Abu Dhabi |
| 15  | 2023 | Max Verstappen   | Red Bull     | RBPT     | P      | 1:27:02,624 h | 5,281 km      | 58     | 211,055 km/h | 26. November | Abu Dhabi |
| 16  | 2024 | Lando Norris     | McLaren      | Mercedes | P      | 1:26:33,291 h | 5,281 km      | 58     | 212,247 km/h | 8. Dezember  | Abu Dhabi |

Rekordsieger
Fahrer: Lewis Hamilton (5) • Fahrernationen: Großbritannien (6) • Konstrukteure: Red Bull (7) • Motorenhersteller: Mercedes (8) • Reifenhersteller: Pirelli (14)